# گرمرزهایم
شهر گرمرزهایمدر ایالت راینلند-فالتز در کشور آلمان واقع شده‌است.